# Selenocysteine
Selenocysteine (Ký hiệu là Sec hoặc U, trong các ấn phẩm cũ hơn thì cũng có thể là Se-Cys)  là amino acid tạo nên protein thứ 21.
Selenocysteine tồn tại tự nhiên trong cả ba lãnh giới của sự sống, nhưng không phải trong mọi dòng, như là một phân tử xây dựng cho các selenoprotein. Selenocysteine là một chất tương tự cysteine nhưng lại có một nhóm selenol chứa selen thay cho nhóm thiol chứa lưu huỳnh.
Selenocysteine có mặt trong một số enzyme (ví dụ glutathione peroxidases, tetraiodothyronine 5 'deiodinases, thioredoxin reductases, formate dehydrogenases, glycine reductases, selenophosphate synthetase 2, methionine-R-sulfoxit reductase B1 (SEPX1), và một số hydrogenase).
Selenocysteine được phát hiện bởi nhà hóa sinh Thressa Stadtman  tại Viện Y tế Quốc gia Hoa Kỳ.

## Cấu trúc
Selenocysteine có cấu trúc tương tự như cysteine, nhưng với một nguyên tử selen thay thế cho lưu huỳnh thường thấy, tạo thành một nhóm selenol bị giảm proton ở pH sinh lý. (Giống như các amino acid tự nhiên có trong protein khác, cysteine và selenocysteine được xếp là "chiral" (bất đối xứng qua gương-giống như tay phải và tay trái) L trong hệ thống D/L cũ dựa trên sự tương đồng với D- và L-glyceraldehyde. Trong hệ thống R/S về xác định tính "chiral", dựa trên số nguyên tử nguyên tử gần cacbon bất đối xứng, chúng là "chiral" R, bởi vì sự hiện diện lưu huỳnh (hoặc là selen) là gần thứ hai đối với carbon bất đối xứng. Các amino acid "chiral" còn lại, chỉ có nguyên tử nhẹ hơn ở vị trí đó, thì gọi là có tính "chiral" S.)
Protein có chứa một hoặc nhiều chuỗi bên selenocysteine được gọi là selenoprotein. Hầu hết các selenoprotein đều chỉ chứa một chuỗi bên selenocystein duy nhất. Các selenoprotein phụ thuộc vào hoạt tính xúc tác của selenocysteine được gọi là selenoenzyme. Selenoenzyme đã được quan sát thấy là sử dụng cấu trúc bộ ba xúc tác có ảnh hưởng đến tính ưa nhân của selenocysteine tại trung tâm hoạt động.